# Icar Air
Az Icar Air' (IATA: ', ICAO: RAC, Hívójel: ICARAIR TUZLA AIR) magántulajdonban lévő utas és teherszállító charter légitársaság, amelynek a székhelye Tuzlában, Bosznia-Hercegovinában van.

## Története
A légitársaság 2000-ben alakult és egy Boeing 737-es repülőgépet üzemeltetett. Jelenleg repülőgépeket lízingel (ACMI), és ad hoc charterjáratokat üzemeltet. A vállalat rendelkezik DHL Aviation szerződéssel Bosznia-Hercegovinában, és menetrend szerinti áruszállítást végez Szarajevó és Ancona között.

## Flotta
Az Icar Air flottája 2012 májusában a következő repülőgépeket tartalmazta:
- 1 db Let L-410 Turbolet UVP-E

Korábban a következő repülőgéptípusokat üzemeltette:
- 1 db Boeing 737-300
- 1 db Let L-410 Turbolet